# تلمبة رستم (علي أباد ملك)
تلمبه رستم (بالإنجليزية: Tolombeh-ye Rostam)‏ هي منطقة سكنية تقع في إيران في قسم علي أباد ملك الريفي. يقدر عدد سكانها بـ 20 نسمة .